# Toni Xuclà
Antoni Xuclà (Barcelona, 16 de febrer de 1955) guitarrista, compositor, productor i gestor cultural. És un dels membres destacats del moviment guitarra catalana., estil amb personalitat pròpia que combina música mediterrània amb noves tendències.

## Biografia
Aprèn música de forma autodidàctica i als quinze anys ja compon música per a companyies de teatre aficionat. Durant els primers anys de la seva carrera professional col·labora amb Carles Benavent, Joan Albert Amargós, Toti Soler i Ovidi Montllor.
Entre 1980 i 1992 es va dedicar a compondre música per a cinema, teatre i televisió. El 1991 s'edita un recopilatori de músiques del programa Mediterrània, que inclou temes seus i la banda sonora del programa Natura de Televisió de Catalunya.
El 1992 enregistra Banda sonora, on es barregen guitarres, tecnologia (samplers programats per ordinador) i instruments tan primitius i centenaris com la launeda ibicenca. El desembre de 1994 estrena la Suite de Nadal a la sala capitular del Monestir de Sant Cugat. Altres composicions estrenades aquests anys són: Quan els arcs fan swing, Verdaguerianes i Alias Pere Quart, La Princesa del Iang-Tsé, Escopiu a la closca pelada dels cretinsestrenada al Palau de la Música (Homenatge a Salvat-Papasseit) i Cambra Ferrater.
El 1996 enregistra Les arracades de cirera. A partir d'aquest treball, produït per la discogràfica holandesa Nazca Music, arriba el reconeixement internacional. Fins avui, ha estat distribuït als Països Baixos, a Bèlgica, l'Índia, els EUA i el Japó. A Catalunya i Espanya l'edita Música Global.
El 1997, va dirigir la cançó espanyola Sin rencor (Sense rancor) cantat per Marcos Llunas al Festival de la Cançó d'Eurovisió a Dublín, Irlanda.
El juliol de 1997 enregistra i estrena l'espectacle Giny, seny actualitzant la música tradicional catalana. A l'octubre de 1998 surt un treball conjunt Adolfo Osta-Toni Xuclà, que, sota el títol Te mandaré mi corazón caliente, conté 12 cançons amb poemes de Federico Garcia Lorca.
El 2000, forma el trio Menaix a Truà amb Cris Juanico (Ja t'ho diré) i Juanjo Muñoz (Gossos) i enregistren, el 2000, un disc en directe. Aquell estiu protagonitzen la cançó de l'estiu de TV3, Enmig de la mar. Al febrer es produeix un esdeveniment excepcional, diversos musics es reuneixen amb el nom de La Banda Impossible en un concert per demanar més atenció per a la música a Catalunya. Toni Xuclà hi participa, escriu els arranjaments i dirigeix aquest esdeveniment en el qual participen, entre d'altres, Dani Nel·lo, Pemi Fortuny (Lax'n'Busto), Gema 4, Cris Juanico i Natxo Tarrés (Gossos).
El 2003 produeix Orgànic de Miquel Gil i participa en la gira, compon i dirigeix l'espectacle Cante al plaer de viure i fa una gira de naïf a Europa, que el porta a Alemanya, Bèlgica, els Països Baixos i Luxemburg. El 2004 participa en el nou disc i gira de Lídia Pujol. Aquest any enregistra Ànima. La gira d'Ànima el porta per diversos festivals d'Espanya, França, Alemanya, Luxemburg i Brussel·les. Als concerts hi ha la col·laboració del músic israelià Ravid Goldschmidt, amb el hang. Aquest any compon la música i dirigeix l'espectacle Notícies del Regne de Mallorques, que gira per França, Catalunya i les Illes. Compon les cançons de la sèrie de TV3 El cor de la ciutat i produeix el disc amb el mateix nom. El 2005 estrena l'espectacle Senzillament (coses de l'Ovidi) amb Jordi Vidal, dirigit per Jordi Prat, en homenatge a Ovidi Montllor. El 2006 actua a l'Auditori de Sant Cugat amb l'Orquestra de Cambra Nacional d'Andorra (ONCA), dirigida per Gerard Claret. També compon la música de l'espectacle de dansa contemporània 3 Imatges Use & Show, dirigit pel coreògraf Toni Gomez i estrenat a l'Areatangent de Barcelona. El 2009 compon les cançons de la banda sonora de l'obra teatral Trifulkes de la Katalana Tribu de Víctor Alexandre amb direcció de Pere Planella; i el 2013 compon les cançons de l'obra teatral Onze.Nou.Catorze - 1714 de Víctor Alexandre amb direcció de Pere Planella.
Amb l'actriu Laura Guiteras i el trompetista Raynald Colom, va crear el grup musical Taima Tesao. El 2010 van publicar el primer disc, Zelig Time, cantat en 6 idiomes: anglès, francès, italià, portuguès, català i castellà. Van fer de teloners de Ben Harper al festival Cruïlla i gràcies a això van ser presentats a Londres, al mercat de Camden Town.
Els anys 2011, 2012 i 2013 participa en l'espectacle Mon Brel, en homenatge a Jacques Brel, amb el cantant i actor Jordi Vidal. El 2013 produeix el disc Amb música ho escoltaries potser millor, editat per Picap, que commemora el centenari de Salvador Espriu. Un segon treball sobre Espriu és “Espriu amb pròpia veu”, un minuciós treball amb la veu del poeta, dient poemes propis i del mallorquí Bartomeu Rosselló Porcel, amb música de Toni Xuclà. En 2014 surt el setè disc: Una terra sense mapa, Aquest treball rep el premi Enderrock 2015 al millor disc de folk. Al 2016 treu “De poetes cançonetes” un disc i un espectacle de cançons sobre poemes dels grans poetes catalans destinat al públic familiar i als nens. Al 2018 estrena “Shen Nü i altres tresors amagats”, un espectacle de música en directe i cinema dels anys 30 amb la col·laboració de la Filmoteca de Catalunya i la China Film Archive de Bejin.
És director del Campus Rock (escola itinerant de pop rock) i de Microcosmos Produccions. Ha publicat diversos llibres sobre música i ha estat director de diferents escoles de música, de l'Aula de Música Tradicional de la Generalitat de Catalunya i de la Fira Mediterrània de Manresa.

## Discografia
- 1978: Conte del Mediterrani EDIGSA
- 1992: Banda sonora Audiovisuals de Sarrià
- 1996: Les Arracades de Cirera Nazca Music/Música Global
- 1998: Giny, Seny Tram
- 1999: I si…? Música Global
- 2001: Naïf Música Global
- 2004: Ànima Música Global
- 2011: Duna Temps Record - Picap
- 2013: Amb música ho escoltaries potser millor - Picap
- 2013: Espriu en pròpia veu - Picap
- 2014: Una terra sense mapa - Picap
- 2016: De poetes, cançonetes Picap[6]

## Premis
- Premi InfArt (1990), que li atorgà la Fundació "la Caixa" per la composició Tomi i l'estrella blava
- Premi Altaveu (1999)
- Premi Enderrock 1999 millor disc noves músiques per votació popular
- Premi Enderrock 1999 de la crítica pel disc I si...?
- Premi Enderrock 1999 votació popular millor cançó per I si...?
- Premi Enderrock 1999 millor disc
- Premi Puig-porret del periodisme musical 2002 en jazz i músiques improvisades. Mercat de Música Viva de Vic
- Premi Miquel Martí i Pol, Terra i Cultura 2013
- Menció especial Premi Miquel Martí i Pol, Terra i Cultura 2013
- Premi Millor contribució musical a l'Any Espriu 2013
- Premi Enderrock 2014 Millor producció artística
- Premi Enderrock 2014 Millor disc de folk per "Una terra sense mapa"